# Armee-Abteilung Lanz
De Armee-Abteilung Lanz was een Duitse Armee-Abteilung van de Wehrmacht tijdens de Tweede Wereldoorlog, genoemd naar haar bevelhebber Hubert Lanz. De Armee-Abteilung was in actie tijdens de herovering van Charkiv door de Sovjets in februari 1943.

## Krijgsgeschiedenis

### Oprichting
Armee-Abteilung Lanz werd gevormd op 1 februari 1943 uit Duitse staf bij het 8e Italiaanse Leger (Armata Italiana in Russia, of ARMIR).

### Inzet
De net tot General der Gebirgstruppe bevorderde Hubert Lanz kreeg tijdens een bespreking in de Wolfsschanze van Hitler het bevel om Charkiv te houden. Bij de Heeresgruppe Don aangekomen verzamelde Lanz verschillende verspreide eenheden en nam het SS-Pantserkorps van SS-Oberstgruppenführer Paul Hausser) onder zijn bevel. Lanz gaf Hausser het bevel van Hitler door Charkiv te houden. Hausser, intussen omsingeld, negeerde dit “Führerbefehl” echter, ontruimde de stad en brak met zijn SS-Pantserkorps naar het zuidwesten uit. Hitler was woedend en ontsloeg Lanz op 20 februari voor het niet opvolgen van zijn bevel. General der Panzertruppe Werner Kempf werd zijn vervanger en de Armee-Abteilung werd naar hem hernoemd. Lanz werd in de Führerreserve geplaatst.

### Einde
Op 21 februari 1943 werd de Armee-Abteilung Lanz omgedoopt in Armee-Abteilung Kempf.

## Bovenliggende bevelslagen
| Legergroep       | Plaats/regio | Begin            | Eind             |
| ---------------- | ------------ | ---------------- | ---------------- |
| Heeresgruppe Don | Charkiv      | 1 februari 1943  | 12 februari 1943 |
| Heeresgruppe Süd | Charkiv      | 12 februari 1943 | 21 februari 1943 |

## Commandant
| Rang                      | Naam        | Begin           | Eind             |
| ------------------------- | ----------- | --------------- | ---------------- |
| General der Gebirgstruppe | Hubert Lanz | 1 februari 1943 | 20 februari 1943 |